# Bronkhorstermolen
De Bronkhorster Molen is een in 1844 gebouwde korenmolen. Deze beltmolen ligt aan de Spaensweertweg, even buiten Steenderen. Tot 1844 stond op deze plaats een standerdmolen die in de nacht van 17 op 18 mei dat jaar afbrandde. De heren van Bronkhorst hadden tot 1795 het recht op gebruik van de wind. De inwoners van Bronkhorst waren verplicht hun koren in hun dwangmolen te laten malen.

## Inrichting
De molen heeft twee koppels maalstenen waarvan een bestaat uit kunststenen met een gatenscherpsel en de ander uit zogenaamde blauwe steen. Een derde koppel in de molen heeft geen aandrijving meer, maar werd eerst door een dieselmotor en later door een elektromotor aangedreven. De aandrijfinrichting is nog wel aanwezig.
De vlucht van de molen is 23,5 meter. Het gevlucht bestaat uit ijzeren, gelaste roeden van molenmakersbedrijf Groot Wesseldyk. De binnenroe met roenummer 32 heeft Busselneuzen in combinatie met Ten Have-kleppen; de buitenroe met roenummer 31 heeft Busselneuzen en een oudhollands hekwerk. Het kruiwerk in de kap van de molen is voorzien van een Engels kruiwerk en wordt gekruid met een kruiwiel. Het luiwerk bestaat uit een sleepluiwerk en gaffelwiel.
De gietijzeren, 5,25 m lange bovenas is in 1870 gegoten door de fabrikant L.I. Enthoven & Co., 's Hage.
De molen wordt gevangen met een Vlaamse vang, die bediend wordt door een vangtrommel.
De Bronkhorster Molen is maalvaardig, ze wordt beheerd door vrijwillige molenaars.

## Overbrengingen
- De overbrengingsverhouding is 1 : 6,33.
- Het bovenwiel heeft 60 kammen en de bonkelaar heeft 31 kammen. De koningsspil draait hierdoor 1,935 keer sneller dan de bovenas. De steek, de afstand tussen de staven, is 12,2 cm.
- Het spoorwiel heeft 72 kammen en de steenrondsels 22 staven. De steenrondsels draaien hierdoor 3,27 keer sneller dan de koningsspil en 6,33 keer sneller dan de bovenas. De steek is 11,4 cm.

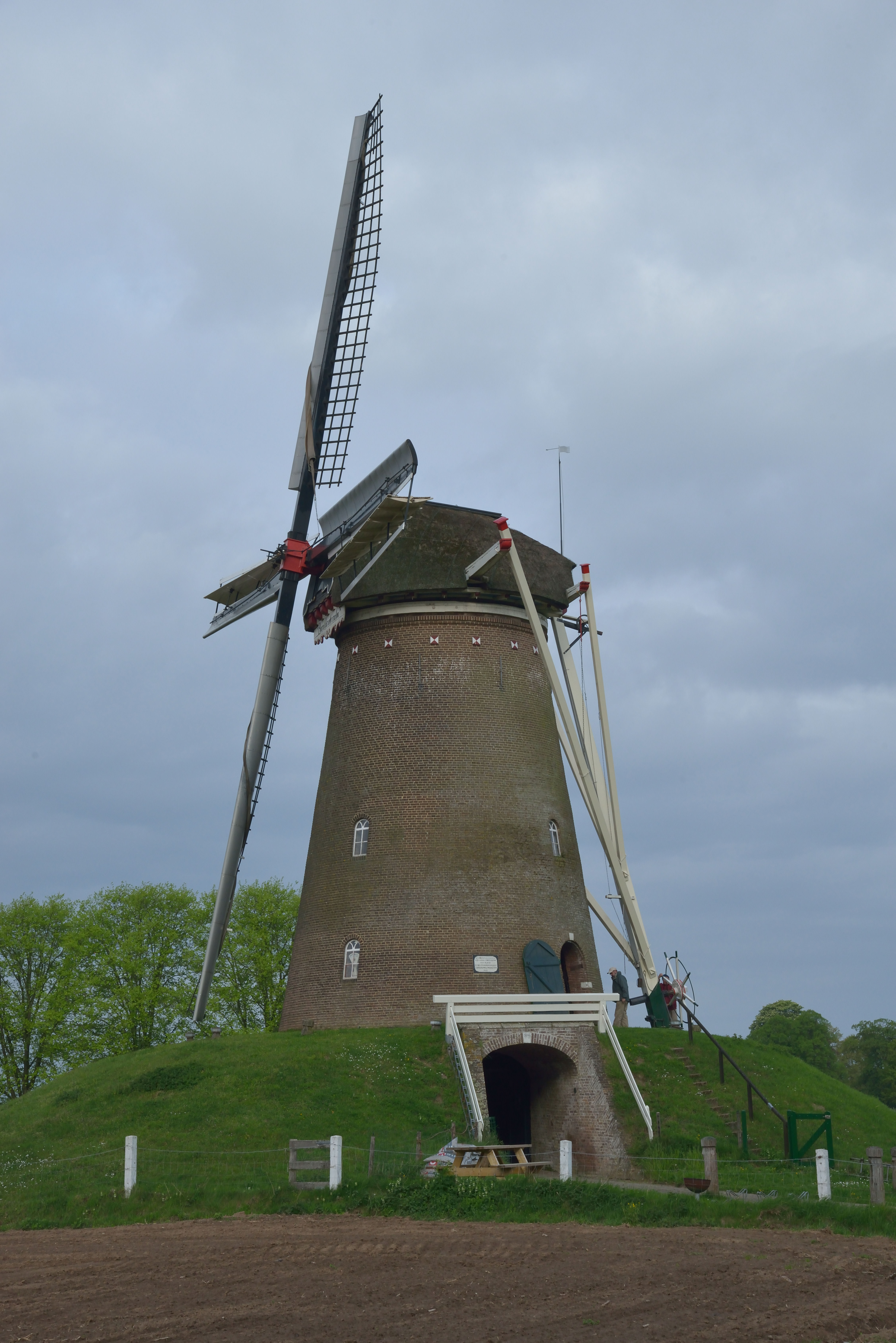
Met invaart
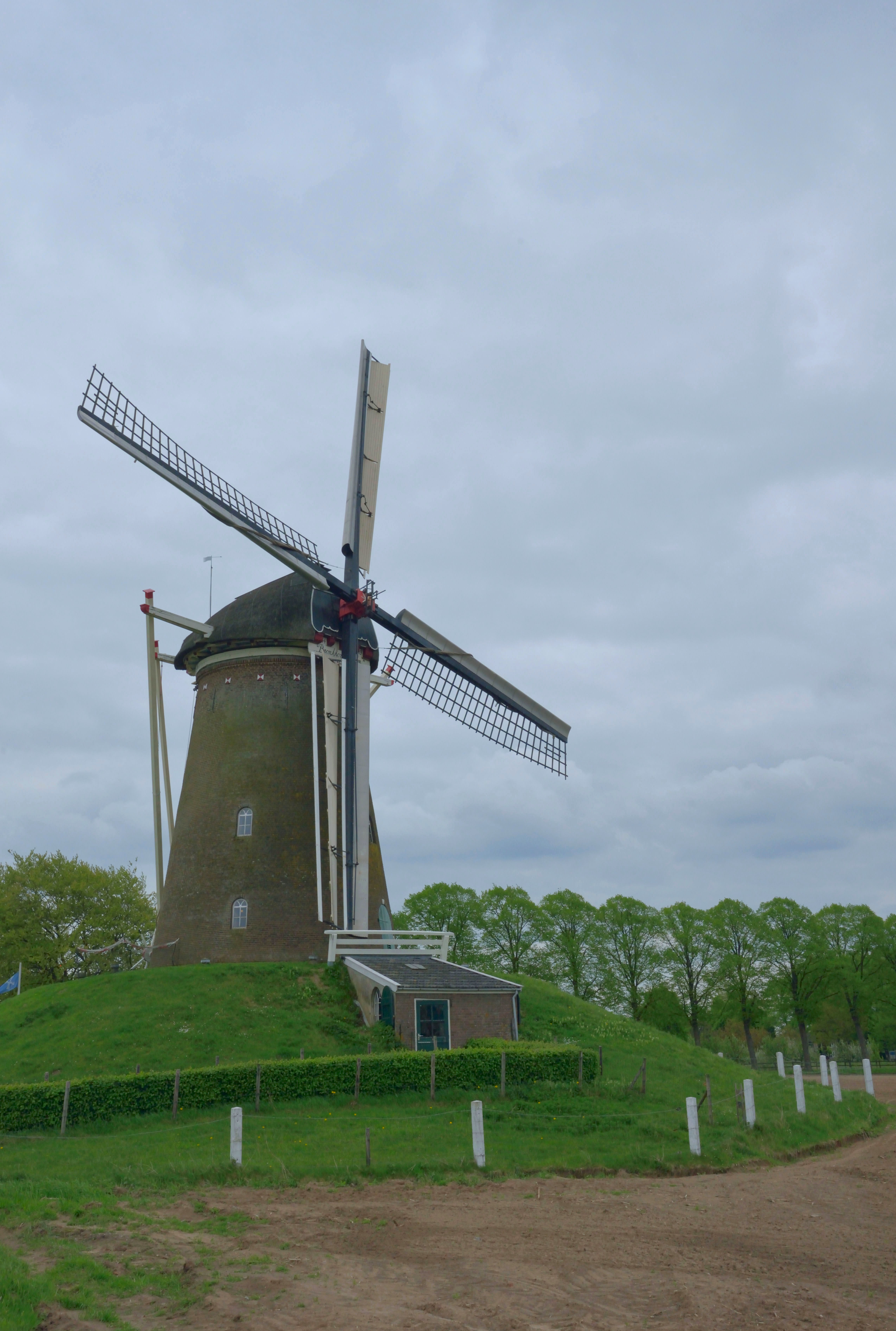
Met voormalig motorhuis
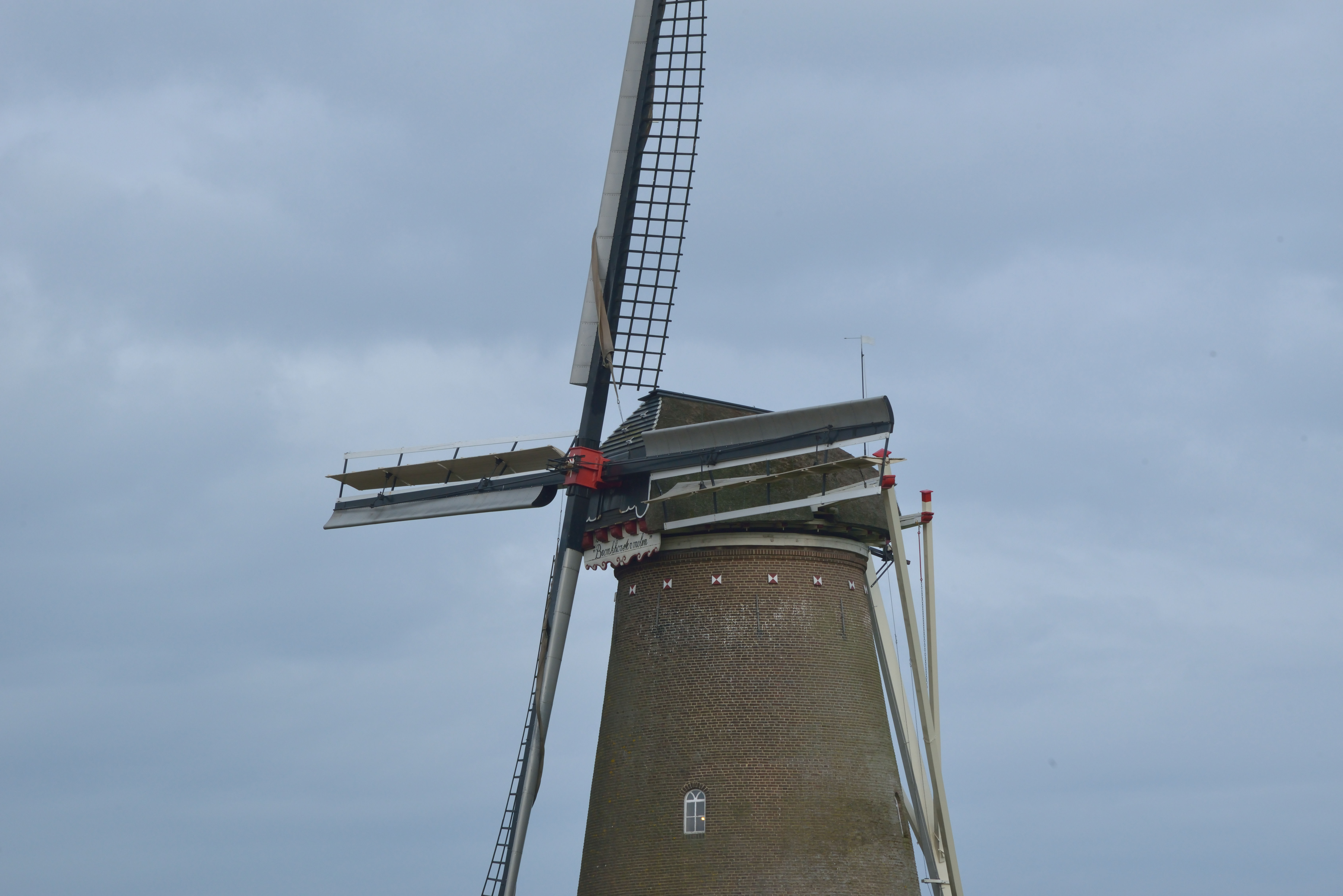
Baard
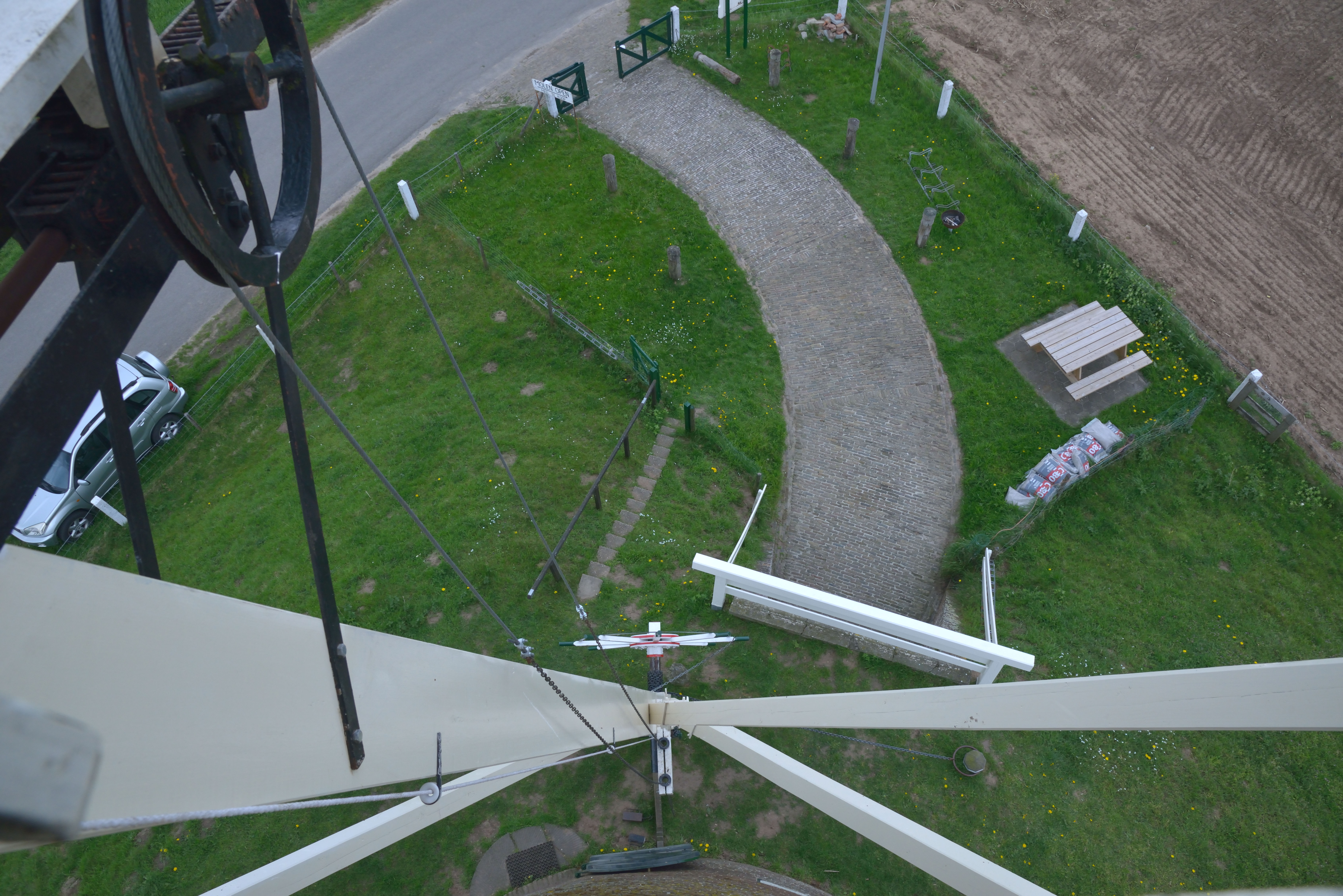
Staart
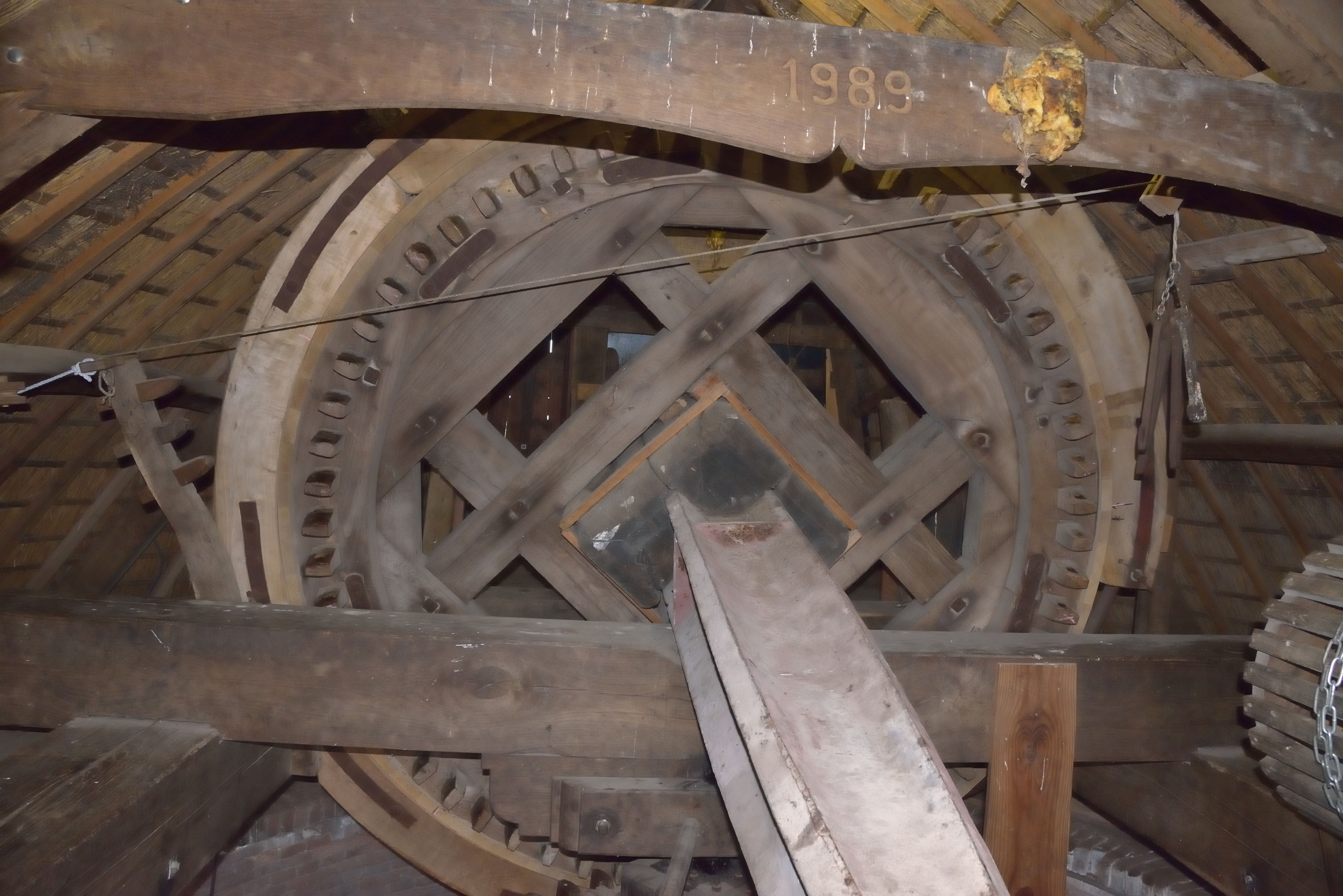
Bovenwiel
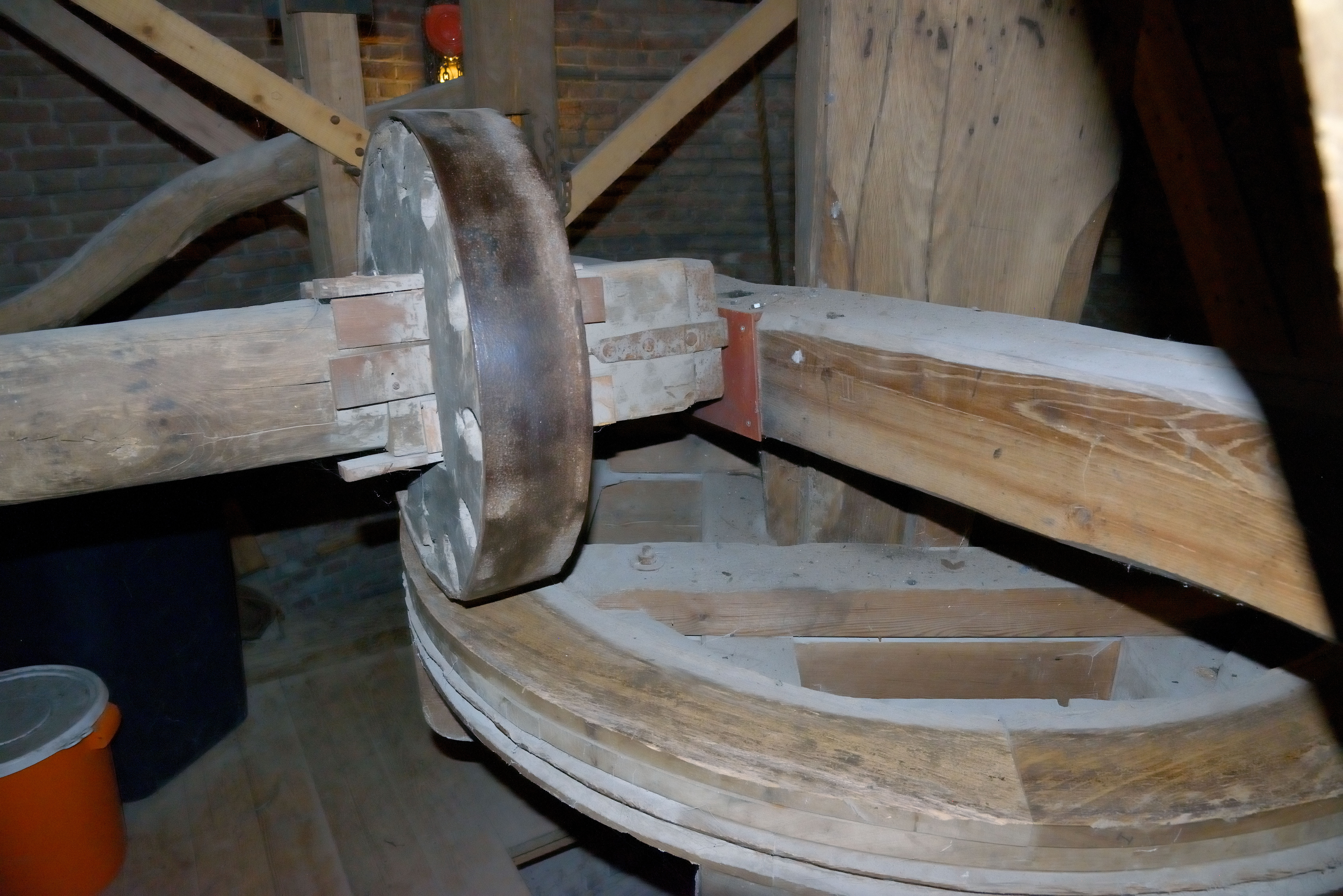
Luitafel
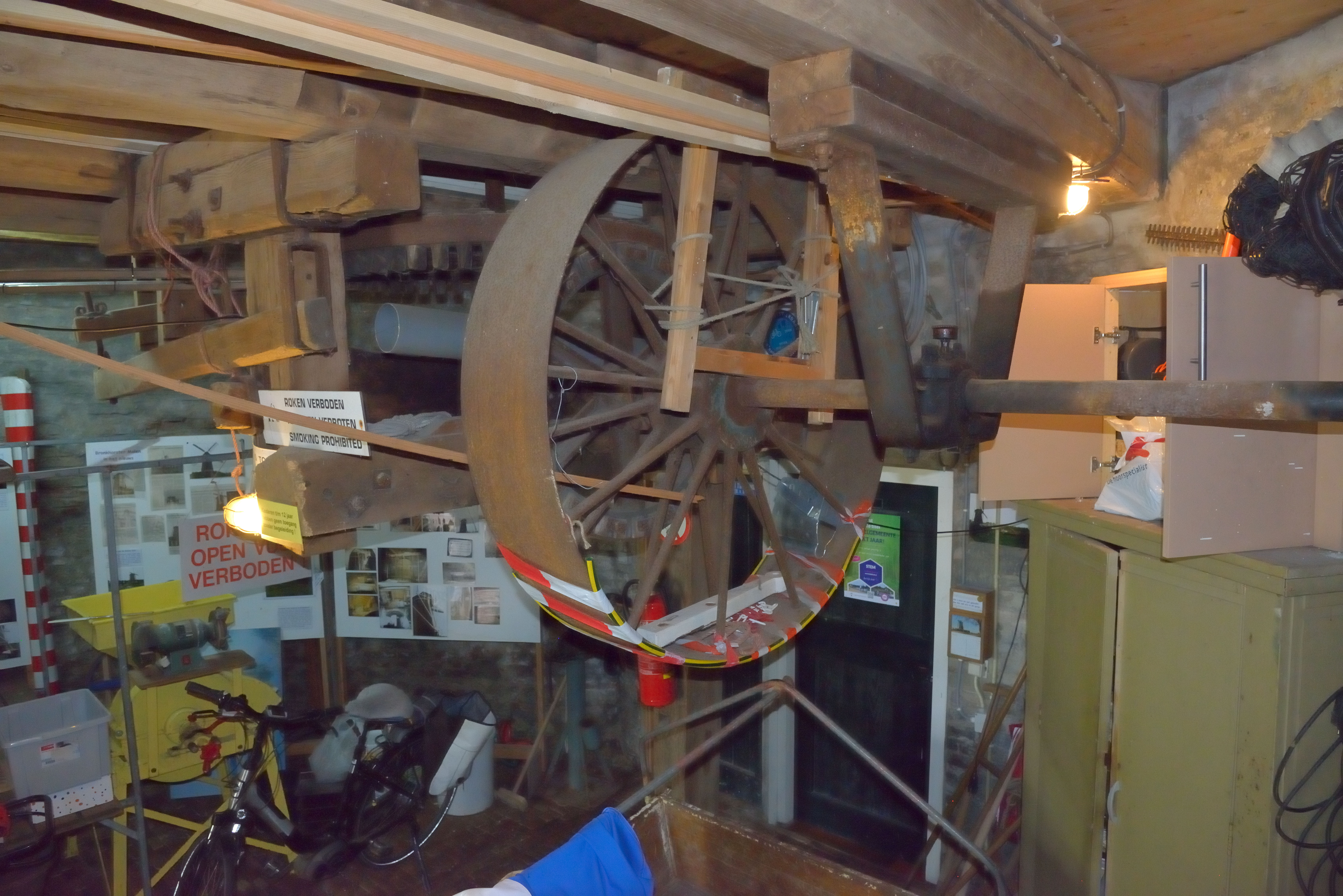
Aandrijving motorgedreven maalkoppel
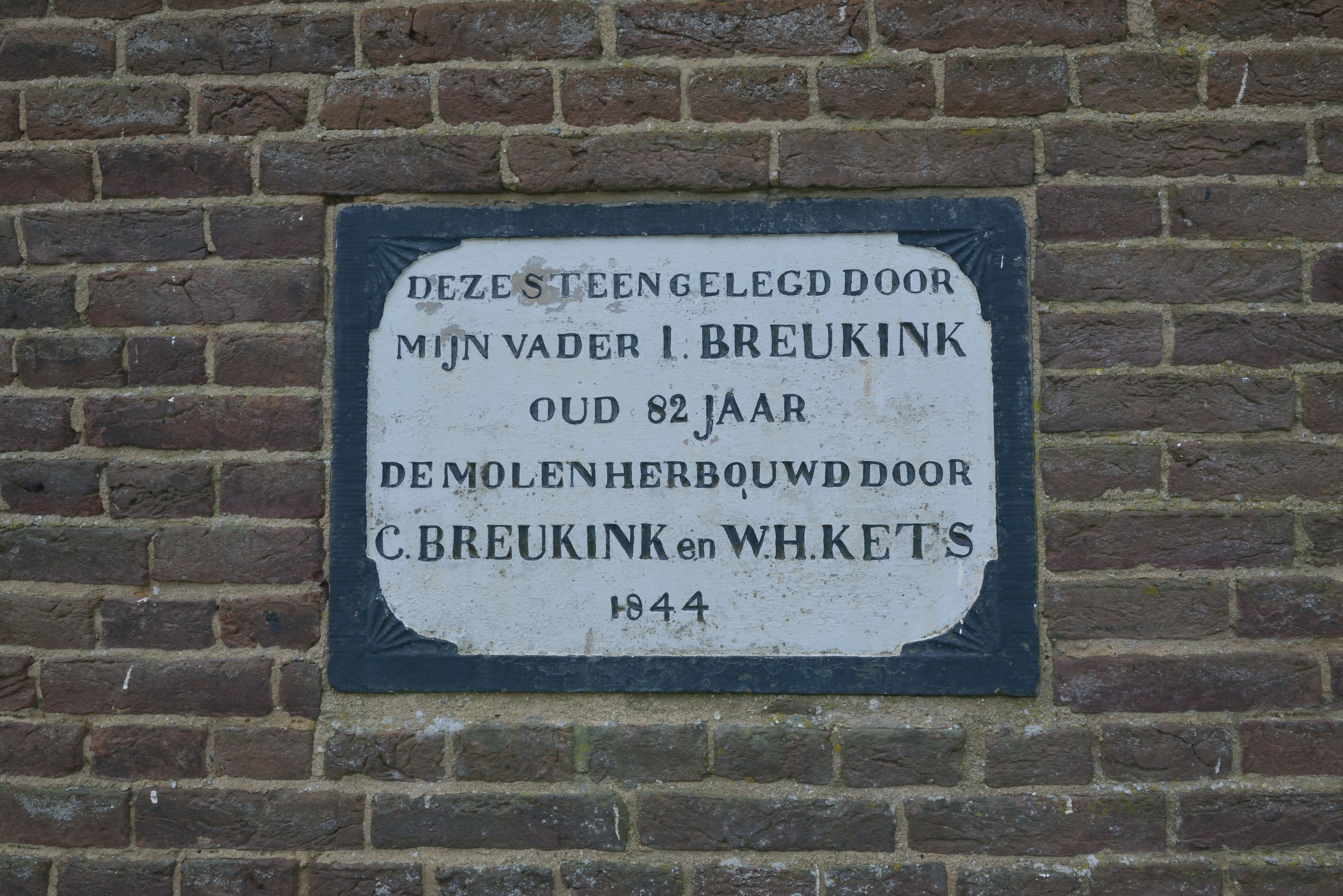
Gevelsteen